# DDoS-Angriffe auf Dyn

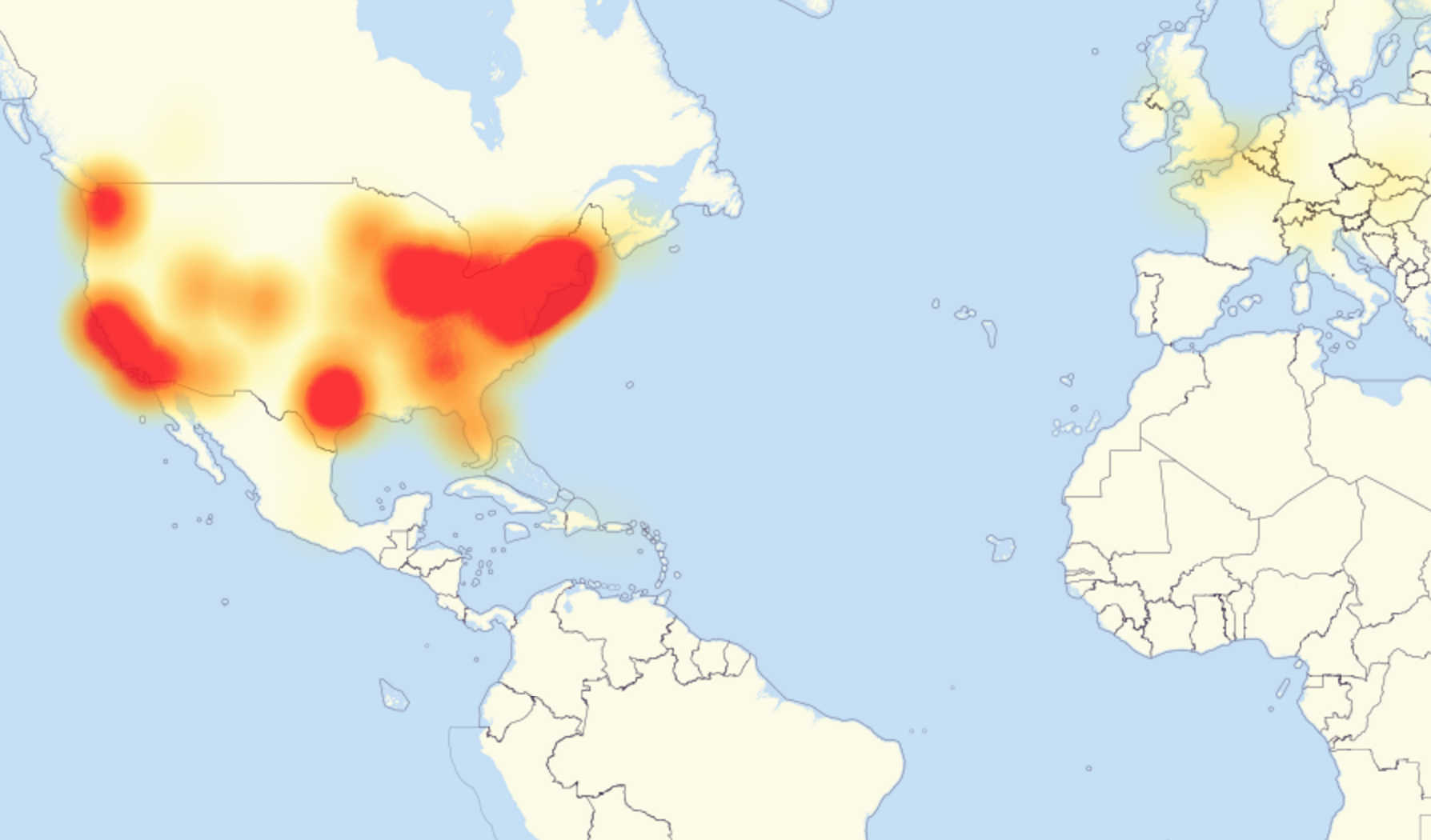
Karte mit den größten Auswirkungen der Attacke

Im Oktober 2016 kam es zu großangelegten DDoS-Angriffen auf die Firma Dyn. Durch die Distributed Denial of Service-Angriffe am 21. Oktober 2016 waren Websites wie Twitter, Reddit, GitHub, Amazon, Netflix, Spotify, Runescape und auch Dyns eigene Website zeitweise unerreichbar.

## Dyn
Dyn entstand 2001 als studentisches Projekt von Jeremy Hitchcock, Tom Daly, Tim Wilde und Chris Reinhardt am Worcester Polytechnic Institute. Das Unternehmen wurde bekannt durch den kostenlosen dynamischen DNS-Dienst DynDNS. Das spendenbasierte Modell wurde 2008 durch den Bezahldienst DynECT ersetzt.